# Když kvete kapradí
Když kvete kapradí (v ukrajinském originále Коли цвіте папороть), v druhém revidovaném znění Květ kapradiny (Цвіт папороті) je folková opera o třech dějstvích ukrajinského skladatele Jevhena Stankovyče na libreto Oleksandra Stelmašenka, napsané na námět různých spisů Nikolaje Vasiljeviče Gogola. Opera byla napsána v letech 1978–1979, ale její premiéra byla těsně před konáním zrušena. V roce 2007 skladatel operu revidoval a roku 2011 se dočkala koncertní premiéry. Scénicky ji uvedlo poprvé 15. prosince 2017 Národní akademické divadlo opery a baletu ve Lvově. Opera se ve volném sledu scén zabývá lidovými obřady a pověstmi, zejména pověstí o květu kapradiny.

## Vznik a historie
Operu Když kvete kapradí objednal u skladatele Ukrajinský lidový soubor Hryhoryje Verjovky vedený Anatolijem Tymofijovyčem Avdijevským. Tento soubor vystupoval často v zahraničí a impresário francouzské koncertní společnosti Alitepa mu navrhl uvést ne koncert, ale reprezentativní zpívané a tančené dílo, konkrétně s výhledem pro velkou výstavu Paříž-Moskva konanou v létě roku 1979, na Gogolovo téma ve stylu Tarase Bulby. Avdijevskyj se obrátil na Stankovyče, který právě v té době dosáhl významného úspěchu a dostal se do povědomí veřejnosti tím, že obdržel Státní cenu T. H. Ševčenka na svou Třetí symfonii. Podle skladatelových vzpomínek se v něm Avdijevskému podařilo vzbudit nadšení pro tento záměr a dílo bylo ještě roku 1978 hotovo, představení měli dirigovat skladatel a Avdijevskij, choreografii připravoval významný choreograf Anatolij Šekera a náročnou výpravu a kostýmy navrhl Jevhen Lysyk. Premiéra se měla konat koncem roku 1978 v kyjevském Paláci „Ukrajina“ a dílo měli zhlédnout i zástupci francouzské koncertní společnosti Alitepa, která měla dílo v Paříži uvést (plánovalo se až 25 představení v Opéra Garnier), ale po generální zkoušce, jen pár hodin před premiérou, byla opera z podnětu ústředního výboru Komunistické strany Ukrajiny zakázána a výprava a kostýmy byly zničeny. Důvody nebyly nikdy přímo pojmenovány, pravděpodobně však bylo dílo podezříváno z nacionalismu. Naštěstí se zachovala jak autorská partitura, tak i pracovní zvukový záznam, pořízený při generální zkoušce 27. října 1978. Okolnosti zákazu prestižního projektu na poslední chvíli způsobily, že se kolem opery samotné vytvořil ve veřejnosti určitý mýtus, zvláště když její koncept i hudba nalezly díky přístupnosti notového materiálu ohlas a uznání odborné veřejnosti i za hranicemi.
Úryvky z opery se objevovaly na koncertních programech na Ukrajině a později i mimo její hranice, Slavnou se stala píseň „Hlybokyj kolodjazju“, která získala nejvyšší ocenění na mezinárodní rozhlasové soutěži UNESCO. Svou verzi – s doprovodem pouze souboru bicích nástrojů namísto symfonického orchestru – připravil Mykola Hobdyč. Avdijevského soubor zařadil na svůj repertoár alespoň druhé dějství – svátek Kupalo, sólo v něm zpívala slavná interpretka lidových písní Nina Matvijenko. Dne 15. listopadu 2003 je soubor uvedl v Národní opeře Ukrajiny v choreografii Ally Rubiny a výpravě a kostýmech Ljudmyly Nahorné. V repertoáru je měl i komorní sbor „Kyjiv“, který tuto scénu i nahrál na CD.
V roce 2011 se k partituře obrátil choreograf Oleksandr Nikolajev z Dněpropetrovského divadla opery a baletu. Společně s dirigentem Jurijem Porochovnykem a svým baletním souborem nastudoval operu, avšak ve velmi pozměněné verzi pod názvem Kolébka života (Kolyska žyttja): různá čísla vyškrtl (mimo jiné vypadla celá scéna ze Záporožské Siče), ostatní přestavěl, tři dějství stáhl na dvě. Premiéra díla se konala 26. března 2011.
Skutečnou premiéru, byť v koncertním provedení, měla opera až 8. dubna 2011 v Kyjevě na XXI. mezinárodním festivalu moderní hudby Hudební premiéry sezóny ve Sloupovém sále Mykoly Lysenka v budově Ukrajinské národní filharmonie. Ukrajinský lidový soubor Hryhoryje Verjovky a Národní symfonický orchestr Ukrajiny při ní dirigoval Volodymyr Sirenko. Skladatel, který mohl své dílo vidět v premiéře po 35 letech, nazval tuto příležitost „božím darem“. V témže roce byla pořízena i nahrávka opery. Další provedení se konalo o rok později při příležitosti skladatelových 70. narozenin. V roce 2014 uvažovalo o inscenaci, již měli připravit režisér Roman Viktjuk a choreograf Radu Poklitaru. Inscenaci opery pak konečně uvedlo roku 2017 lvovské operní divadlo v režii Vasyla Vovkyna s dirigentem Volodymyrem Sirenkem a choreografy Serhijem Najenkem a Arteme Sošynem.

## Struktura a charakteristika

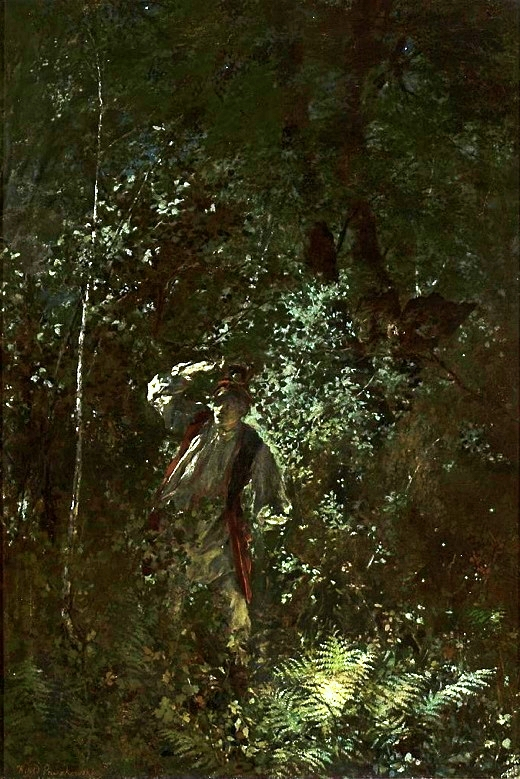
Květ kapradiny (O svatojánské noci). Obraz Witolda Pruszkowského z roku 1875.

Ačkoli ukrajinská vážná hudba od svých počátků v 19. století pěstovala úzký vztah s lidovou hudbou, byla partitura Stankovyčovy opery novátorská v tom, že zkombinovala běžný symfonický orchestr s tradičními lidovými nástroji a jako interprety měla mít lidový soubor a hlasy školené v lidovém a nikoli operním zpěvu. Hudební materiál kombinoval autentický folklór, často v jeho nejarchaičtějších podobách, s moderní avantgardní hudbou 2. poloviny 20. století. Podle muzikoložky a hudební kritičky Hanny Luniny „je utkána z písní různého charakteru – dum, žalovných písní, dějepravných, lyrických, tanečních, žertovných, obřadních nápěvů a energických [tanců] kozáčků a hopaků. Folklórním melodiím vtiskl skladatel individuální autorský zvuk, obohativ nevýslovně štědrou lidovou polyfonii trpkým koloritem moderních harmonických souzvuků“.
Opera má tři akty. První akt zachycuje dění v kozáckém táboře v Záporožské Siči; centrem jsou velké taneční a sborová čísla, objevují se však i Gogolovy postavy Tarase Bulby a jeho synů Andrije a Ostapa. Druhý akt, Kupalo, představuje lidové zvyky a magické obřady spojené se svátkem letního slunovratu – Jana Křtitele (Kupala). Sestává ze čtyř částí: lidový Kupalo, rusalčin Kupalo, vědmin Kupalo a závěrečný Kupalo. Pozemský svět lidí se zde stýká s nadpřirozeným světem rusalek, čarodějnic, čertů a vlkodlaků. Třetí dějství přenáší děj do současnosti, ale také do věčného cyklu života symbolizovaného Stromem života; kinematograficky pestrý sled cén sjednocuje vracející se hymnus Blahoslovy, zemle (Blahoslavena buď země). Centrálním obrazem díla je pověst o květu kapradiny, který se objevuje jen jednou v roce, o svatojánské noci, a tomu, kdo ho nalezne, přináší bohatství a štěstí.
Opera nemá souvislý děj, je spíše sledem zpívaných a tančených obrazů. Stelmašenko v libretu využívá texty pocházející z různých lidových písní a lidové poezie, ale také poezii Tarase Ševčenka a motivy z díla Nikolaje Vasiljeviče Gogola. Skladatel podle vlastních slov zamýšlel „žánr nového typu na způsob vertepu“, tj. lidového ukrajinského divadla. Hanna Lunina charakterizuje operu jako „vtělení sociálně-životního mýtu“ a za její hlavní téma označuje „mýtus Lidského bytí, s jeho věčností, nekonečností a záhadností“.